# Завръщане (филм, 1967)
„Завръщане“ е български игрален филм (драма) от 1967 година на режисьорите Лада Бояджиева и Януш Вазов, по сценарий на Лада Бояджиева и Генчо Стоев. Оператор е Борислав Пунчев. Музиката във филма е композирана от Лазар Николов. Филмът е създаден през 1967 година, но е спрян от цензурата. За първи път е излъчен на 18 ноември 1989 година.

## Актьорски състав
- Стойчо Мазгалов – Отец
- Петър Слабаков – Стефан
- Наум Шопов – Богдан
- Тодор Тодоров – Владо
- Никола Добрев – Капитанът
- Иван Братанов
- Константин Коцев
- Лили Енева – Васа
- Ичко Динев
- Димитър Георгиев
- Борислав Иванов
- Илия Добрев - Йонко
- Петър Стойчев
- Стоян Костов